# Yネット
Yネット（ynet）は、最もよく知られたイスラエルのニュースおよび総合コンテントのウェブサイトである。同国の大手日刊紙であるイェディオト・アハロノトの運営者と同じ複合企業が所有する一方、Yネットのコンテントは全てウェブサイト限定発表の独自事業であり、完全に独立したスタッフにより書かれている。Yネットは2000年6月にヘブライ語限定で開設されたが、2004年以降、英語の簡易版Yネットニュースを運営し、主にニュースと解説を扱う。Yネットはまたアラビア語版が2年間あり2005年5月に運営を止めている。Yネットの主要な競合相手はワラ!とナナである。2008年以降Yネットがイスラエルの最もよく知られたインターネット・ポータルであることをGoogle Trendsは測定している。
アレクサ・インターネット・トラフィック・ランキングスによると、Yネットは世界のトップ1000ウェブサイトの中にあり、イスラエルのトップ10サイトである。